# SU-100
De SU-100 of SOe-100 (Russisch: СУ-100) was een Sovjet-Russische tankjager die gebruikt werd tijdens en na de Tweede Wereldoorlog. De 100 in de naam staat voor het kaliber van het kanon; 100 mm.
Het voertuig werd ontworpen gedurende 1944 ter vervanging van de oudere SU-85 tankjager, en werd gebaseerd op het chassis van de T-34 tank. Het eerste prototype werd afgeleverd in maart van dat jaar, en productie werd gestart in september. In totaal werden meer dan 2335 stuks afgeleverd. De tankjager deed dienst bij het Rode Leger gedurende het laatste oorlogsjaar en werd daarna nog verder gebruikt en geproduceerd, onder meer in Tsjecho-Slowakije.